# Balor
Balor – w religii celtyckiej bóg śmierci i król Fomorian. Jego ojcem był Buarainech, a żoną – Cethlenn. Balor miał tylko jedno oko, które było przeważnie zamknięte; jego spojrzenie zabijało każdego, kto je zobaczył.

## Opis legendy
Według przepowiedni Balor miał zostać zabity przez swojego wnuka. Uwięził więc swoją córkę Ethlinn w kryształowej wieży, aby nie zaszła w ciążę. Mimo to jeden z Tuatha Dé Danann o imieniu Cian, z pomocą druidki Birog, dostał się do wieży. Ethlinn urodziła mu syna, Balor jednak wrzucił go do morza. Birog uratowała go i oddała pod opiekę Manannan mac Lira (który został jego zastępczym ojcem). Dziecko zostało przyjęte do ludu Tuatha de Danann i otrzymało imię Lugh Lamhfada. Poprowadził on Tuatha przeciw Fomorianom w Drugiej Bitwie pod Magh Tuireadh. Podczas tej bitwy, Ogma rozbroił Balora, a ten zabił swoim spojrzeniem króla Nuadę; Lugh zabił Balora ciskając w jego śmiercionośne oko Włócznią Przeznaczenia.